# Дзірула
Дзірула (груз. ძირულა) — село в Грузії.
За даними перепису населення 2014 року в селі проживає 84 особи.